# Joachim Körber
Joachim Körber (* 4. November 1958 in Karlsruhe) ist ein deutscher Übersetzer, Verleger, Herausgeber und Schriftsteller.

## Übersetzer
1980 machte sich Joachim Körber als freier Übersetzer selbständig und übersetzte zunächst hauptsächlich Science-Fiction-Romane. Später arbeitete er eine Zeitlang als Stammübersetzer von Stephen Kings Werken. Des Weiteren übersetzte Körber u. a. Werke der Autoren Gilbert Adair, Neal Stephenson, Anne Rice, Tad Williams, Thomas Eidson, Peter Straub, Dean Koontz, Ray Bradbury, Dan Simmons, Ian McGuire, J. G. Ballard und Max Brooks.

## Verleger und Herausgeber
Nach amerikanischem Vorbild gründete Körber 1984 zusammen mit Uli Kohnle und Thomas Bürk, der 1993 ausschied, den Kleinverlag Edition Phantasia, in dem limitierte, nummerierte, meist illustrierte und von den Autoren handsignierte Sammlerausgaben aus den Bereichen der Science-Fiction-, Horror- und Fantasy-Literatur erscheinen. 2009 schied auch Uli Kohnle aus dem Verlag aus, seither ist Joachim Körber der alleinige Inhaber der Edition Phantasia 
Von 1984 bis 2017 gab er alleinverantwortlich das Bibliographische Lexikon der utopisch-phantastischen Literatur im Corian-Verlag heraus.

## Schriftsteller
1998 veröffentlichte Körber seinen ersten Roman Wolf, der sich in Form eines Thrillers mit Psi-Phänomenen befasst. Ebenfalls 1998 kam seine Kurzgeschichte Der Untergang des Abendlandes heraus, für die er 1999 den Phantastik-Preis für die beste deutsche Kurzgeschichte des Jahres erhielt. Viele Aufsätze und Rezensionen von Körber erschienen in den Jahrbüchern Das Science Fiction Jahr. In seinem 2014 erschienenen Begleitbuch zu der amerikanischen Erfolgsserie The Walking Dead, die den Kampf einer Gruppe Überlebender nach einer weltweiten Zombie-Apokalypse schildert, befasste sich Joachim Körber in ernsthafter Weise mit den philosophischen Problemen, die das Thema „Untote“ und dessen Behandlung in der Serie und in den zugrunde liegenden Comic-Alben (The Walking Dead) von Robert Kirkman und Tony Moore aufwirft. Daneben veröffentlichte Körber Sachbücher zum Werk von Dan Brown und zur Comic-Serie Tim und Struppi. Seine Essays zur Phantastik erschienen gesammelt 2010 in dem Band Das bekannte Fremde.

## Ehrungen
- Mehrere Nominierungen für den Kurd-Laßwitz-Preis in der Rubrik Bester Übersetzer.
- 1999: Deutscher Phantastik-Preis für Der Untergang des Abendlandes (1998) als beste deutsche Kurzgeschichte des Jahres.